# Sztuka babilońska
Najazd Elamitów około 2000 roku p.n.e. położył kres rozwojowi sztuki sumeryjskiej. Imperium III dynastii z Ur – podobnie jak miasto Ur – legło w gruzach. Sumer i Akad podzieliły się na wiele miast-państw. Jednym z nich był Babilon. Władający nim od około 1792 r. p.n.e. amorycki król Hammurabi podbił inne miasta i stworzył imperium babilońskie.
W sztuce i kulturze, okres po upadku imperium III dynastii z Ur charakteryzował się dużymi wpływami semickimi i nowymi trendami, które później zyskały miano sztuki babilońskiej.

## Okres starobabiloński (amorycki)

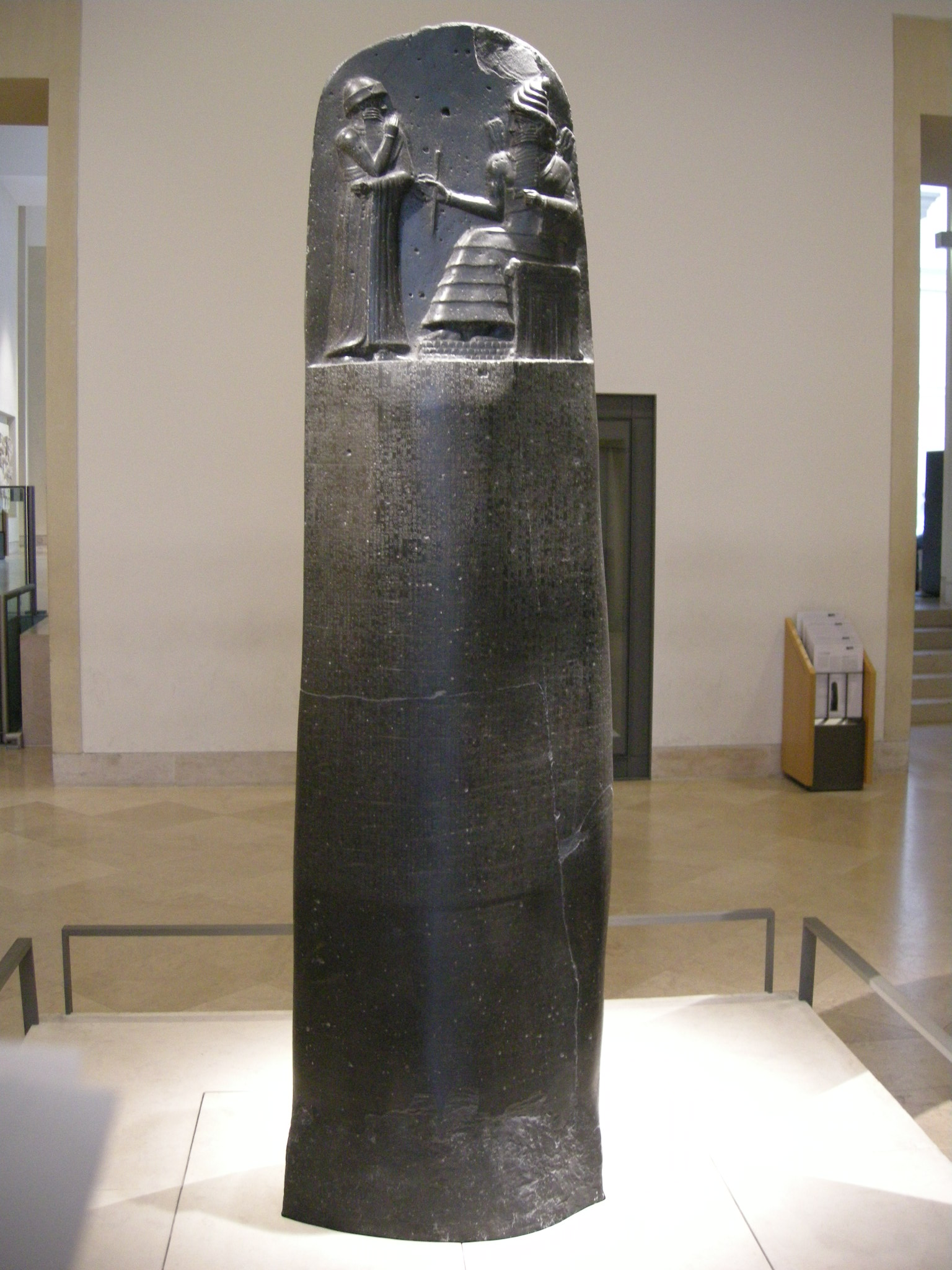
Stela z Kodeksem Hammurabiego (Luwr, Paryż)

Powszechnie uważa się, że poziom kultury osiągnął w okresie starobabilońskim bardzo wysoki poziom, chociaż w pewnych dziedzinach rysowały się pewne cechy dekadenckie (np. rzeźba). Przede wszystkim bardzo żywa była jeszcze tradycja sumero-akadyjska, nadająca ton w rozwoju kultury Mezopotamii. Nowością były nowe trendy w budownictwie wskazujące na silne wpływy semickie. Niestety z tego okresu nie znamy zbyt dużo zabytków, aby w pełni ująć całokształt kultury czasów amoryckich. Wykopaliska archeologiczne świadczą o znacznym rozwoju w XVIII wieku p.n.e. miasta Mari (Tel al-Hariri). Znaleziono tam pozostałości pałacu, siedziby króla Zimri-Lima. Była to ogromna budowla zajmująca około 3,5 ha, otoczona grubym murem. Do wnętrza prowadziła jedna brama. Pomieszczenia zgrupowane były wokół dziedzińców. Poszczególne grupy pełniły różne funkcje. Były tam obszary pomieszczeń administracyjnych, sal mieszkalnych przeznaczonych dla władcy i dworu, zaplecze z magazynami, warsztatami oraz pałacowa świątynia. W ruinach odnaleziono wielotysięczny zbiór glinianych tabliczek i dzieła sztuki. Na ścianach pałacu odkryto malowidła o żywej kolorystyce, wykonane na gipsowej wyprawie przy użyciu farb wodnych. Tematyka obrazów była zróżnicowana – od geometrycznych kompozycji po sceny batalistyczne, ceremonie religijne i obrazki z życia codziennego. Znaleziono także posągi i płaskorzeźby.
Do innych cennych znalezisk tego okresu należą ruiny świątyń, m.in. świątynia bogini Isztar-Kititum w Nerebtum (Iszczali). Pomieszczenia świątyni były rozmieszczone wokół czterech dziedzińców. Całość otaczał mur. Do wnętrza prowadziło kilka bram. Sanktuarium poprzedzała sala ofiar. Tego typu plany świątyń znane były już we wcześniejszym okresie. W ośrodku Larsa zostały odnalezione brązowe figurki, wśród nich statuetka przedstawiającą trzy kozice o złoconych pyskach. Kozice, wspięte na tylnych nogach są odwrócone do siebie grzbietami. Zostały umieszczone na misie podtrzymywanej przez dwóch brodaczy. Rzeźba datowana jest na około 1900 r. p.n.e., znajduje się w Luwrze, w Paryżu.
Do najbardziej znanych rzeźb tego okresu należy odnaleziona w 1902 r. w Suzie stela z Kodeksem Hammurabiego. Stela przypomina kolumnę. Wyryto na niej tekst słynnego kodeksu. Powyżej tekstu umieszczono płaskorzeźbę przedstawiającą Hammurabiego w postawie stojącej, z dłońmi uniesionymi w modlitwie. Naprzeciw niego zasiada bóg Szamasz, który wręcza królowi symbole władzy. Oblicza postaci wyrzeźbiono w sposób oddający indywidualne rysy, rzeźba strojów wykonana jest bardzo starannie. Twarze posiadają bardzo bujny zarost. Warto zauważyć, że potężny Hammurabi nigdy nie był przedstawiany jako równy bogom.
Do innych znalezisk pochodzących z tego okresu należą terakotowe płaskorzeźby przedstawiające bogów oraz ludzi wykonujących codzienne czynności. Upowszechniły się też małe, cylindryczne pieczęcie służące do pieczętowania dokumentów spisywanych na glinianych tabliczkach. Wiele z nich zdobią motywy z dziejów Gilgamesza.

## Okres średniobabiloński (kasycki)

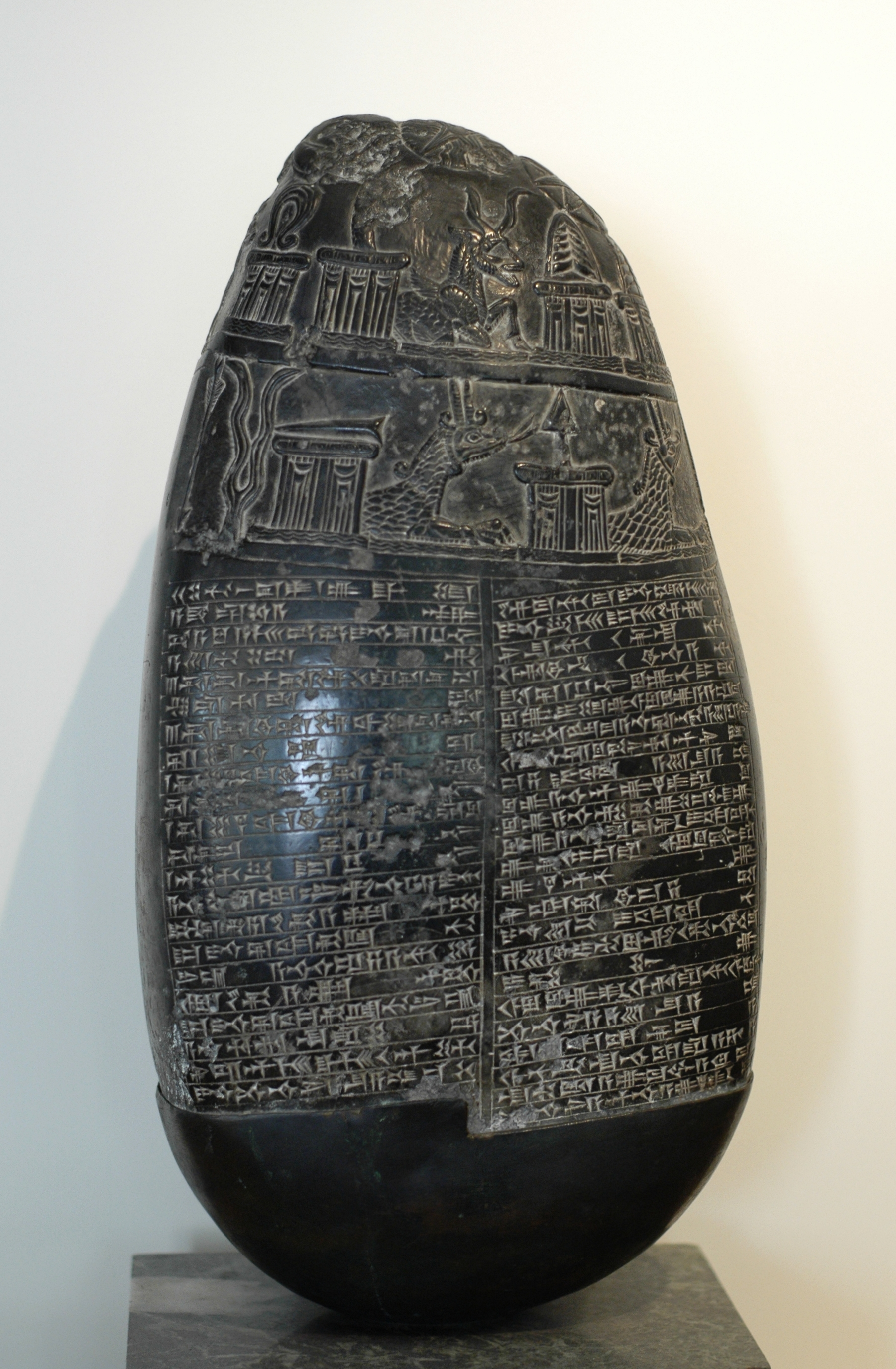
Kudurru XI w. p.n.e. (Luwr, Paryż)

Kasyci to najeźdźcy, którzy zdobyli władzę w Babilonii po złupieniu Babilonu przez Hetytów około 1595 roku p.n.e. Wznieśli oni nową stolicę Dur-Kurigalzu (Akarkuf), a w niej świątynie wzorowane na babilońskich i pałac z potężnym zigguratem. Do nowych osiągnięć sztuki tego rejonu, związanych z panowaniem Kasytów, zalicza się produkcję modelowanej cegły. Z niej wznoszono świątynie zdobione fryzami z wypalanej cegły. Technika ta została później przejęta przez budowniczych z okresu nowobabilońskiego oraz przez Persów. Innym charakterystycznym elementem sztuki tego okresu są "kudurru" – stele graniczne. Stele te wykonywane były z kamienia, najczęściej z diorytu. Przechowywano je w świątyniach, jako potwierdzenie prawa własności do terenu, którego granice były opisane na kamieniu. Opis zawierał także prośbę wznoszoną do bóstwa i ciąg przekleństw, które dosięgną tych, którzy naruszą prawo własności. Zamiast wizerunku boga używano jego symbolu, co też było jedną z nowości wprowadzonych w tym okresie. Okres średnobabiloński zakończyło opanowanie Babilonii przez Asyryjczyków, za pośrednictwem których w Mezopotamii wpływy zdobyła sztuka asyryjska.

## Okres nowobabiloński (chaldejski)

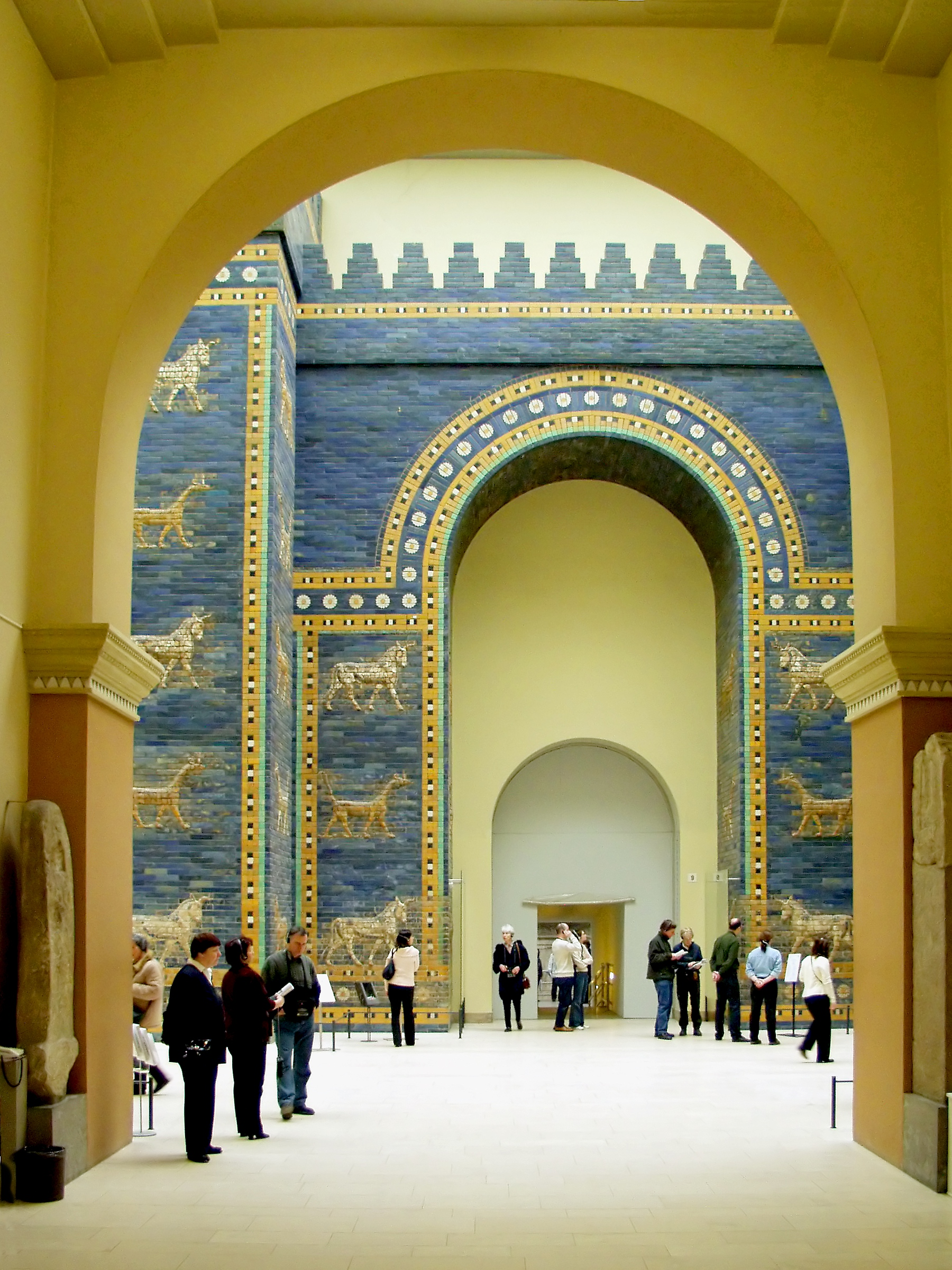
Prawdziwa Brama Isztar w Berlinie w Muzeum Pergamońskim.

W 626 p.n.e. Nabopolasar ponownie zjednoczył królestwo babilońskie, a jego syn Nabuchodonozor II doprowadził je do potęgi. Ten okres w dziejach Babilonu nazywany jest nowobabilońskim. Za panowania Nabuchodozora Babilon został rozbudowany. Miasto, na planie prostokąta, otoczono podwójnym, wysokim murem obronnym, wzmocnionym wieżami rozmieszczonymi co 50 metrów. Przestrzeń pomiędzy murami wypełniono ziemią. Pałac z własnymi fortyfikacjami znajdował się w części północnej miasta. Wewnątrz zbudowano dziedzińce. Trzy pierwsze połączone były ogromnymi bramami. Trzeci dziedziniec poprzedzał sale reprezentacyjne, m.in. tronową o wymiarach 52,0 x 17,0 m. Dekoracja ścian wykonana była z mozaiki ze szkliwionej, kolorowej cegły. Fryz przedstawiał szereg kroczących lwów, nad nimi pokazano drzewa życia. Do pałacu przylegała Brama Isztar, która znajduje się obecnie w Berlinie w Muzeum Pergamońskim, w Iraku natomiast turyści mogą obejrzeć rekonstrukcję. W pobliżu bramy znajduje się sklepienie nad drogą wykonane z kamienia. Porównanie opisu Babilonu pozostawionego przez Herodota z odkopanymi pozostałościami sklepienia, skłoniły archeologa, Roberta Koldeweya, do wysnucia wniosku, że są to reszki jednego z siedmiu cudów świata – wiszących ogrodów Semiramidy. Przy bramie rozpoczynała się droga procesyjna, która prowadziła do świątyni i zigguratu Marduka (ziggurat nosi też nazwę zigguratu Etemenanki i bywa utożsamiany z wieżą Babel). Była to wysoka, siedmiokondygnacyjna wieża. Poszczególne piętra były pomalowane na różne kolory. Najniższe pokrywała czarna smoła, wyższe czerwona, wypalana cegła, kolejne, białe pokryto zaprawą wapienną lub gipsową a następne - błękitne oblicowano glazurowanymi płytkami. Dolne piętro miało 33,0 m wysokości, cała zaś wieża około 90,0 m. Podstawa wieży tworzyła kwadrat o boku 90,0 m.
Dekoracje z glazurowanej, modelowanej cegły układane we fryzy przedstawiające wizerunki zwierząt, stylizowane rośliny to jedno z największych osiągnięć sztuki tego okresu. Nowością też było wprowadzenie płaskich pieczęci ozdobionych scenami kultowymi.
Persowie, którzy zdobyli Babilon w 538 p.n.e. nie zniszczyli miasta. Dzięki temu jeszcze przez wiele lat wytwarzano tu dzieła o charakterystycznych cechach sztuki babilońskiej, która wywarła wpływ na sztukę innych kultur, m.in. Persji.